# Леонхард Мерзін
Леонхард Мерзін (Леонхард Ріхардович Мерзін; ест. Leonhard Merzin, нар. 10 лютого 1934, Роела (Естонія) — пом. 2 січня 1990, Тарту) — естонський радянський актор театру і кіно, театральний режисер, художник.

## Життєпис
Закінчив культпросвітшколу (1969).
Був актором театрів «Ванемуйне», «Угала».

## Фільмографія
- «Новий нечистий з пекла» (1964)
- «Мертвий сезон» (1968, Март)
- «Люди в солдатських шинелях» (1968)
- «Весна» (1969)
- «Ризик» (1970)
- «Король Лір» (1971, Едгар)
- «Гонщики» (1972)
- «Повернення до життя» (1972)
- «У чорних пісках» (1972)
- «Упізнання» (1973)
- «Дмитро Кантемір» (1974, Русете)
- «Кінь, рушниця і вільний вітер» (1975)
- «Довіра» (1975)
- «Діаманти для диктатури пролетаріату» (1975)
- «Повітроплавець» (1975)
- «Звичайний місяць» (1976)
- «Задача з трьома невідомими» (1979, Андрій Дорохов)
- «Приватна особа» (1980)
- «Особистої безпеки не гарантую...» (1980)
- «Третій вимір» (1981)
- «Гонка століття» (1986) та ін.

В українських стрічках:
- «Мене чекають на землі» (1976, Білоусов)
- «Загін особливого призначення» (1978, Озворін)
- «Струни для гавайської гітари» (1978, новела «Вогонь у глибині дерева»)